# Ditirambo

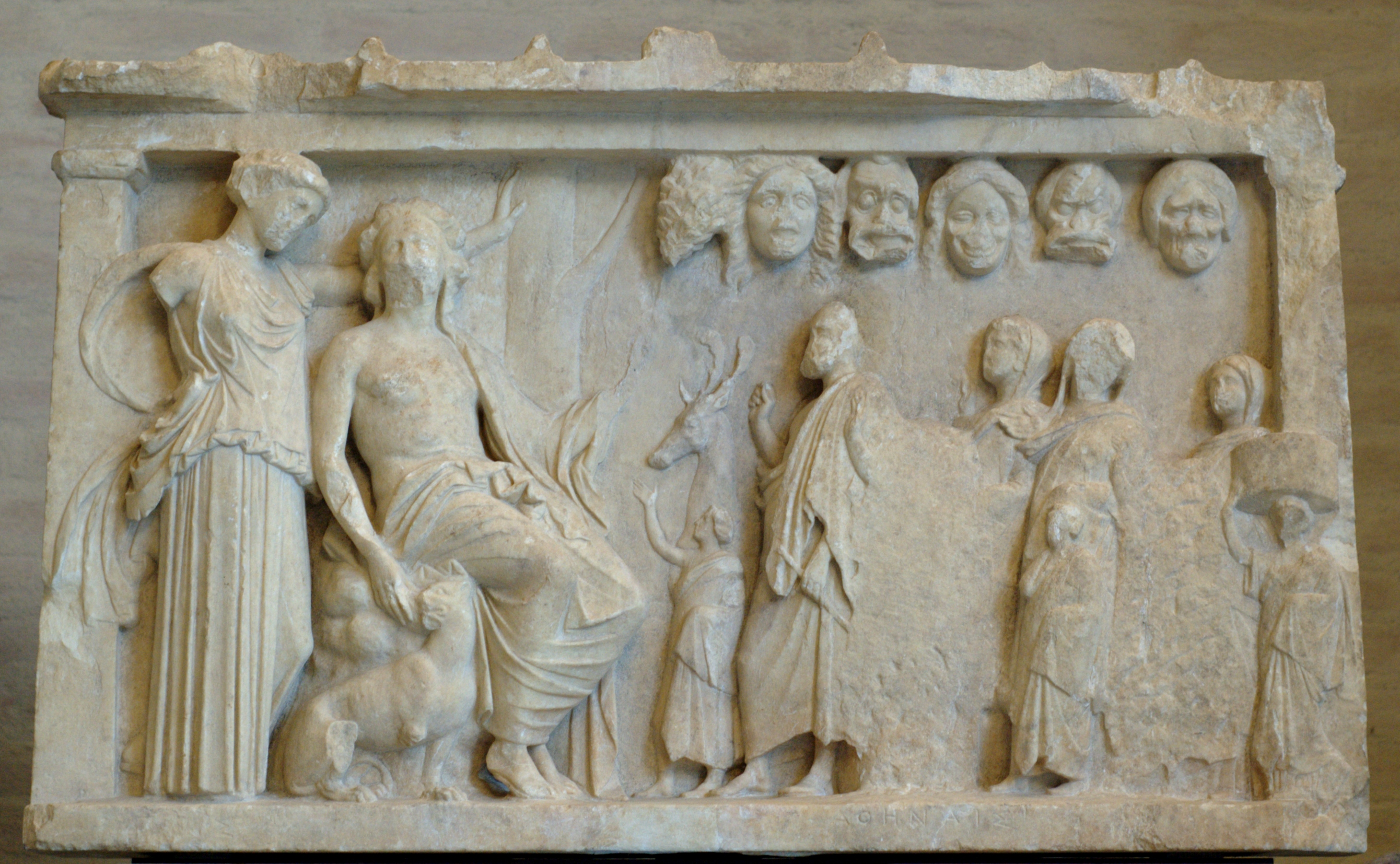
Relevo do sótão (século 4 a.C.) representando um jogador de aulos e sua família diante de Dionísio e uma consorte feminina, com máscaras teatrais exibidas acima.

Nas origens do teatro grego, o ditirambo (em grego clássico: διθύραμβος; do grego dithýrambos, pelo latim dithyrambu) era um hino grego antigo cantado e dançado em homenagem a Dionísio, o deus do vinho e da fertilidade; o termo também foi usado como um epíteto do deus. Platão, em As Leis, ao discutir vários tipos de música, menciona "o nascimento de Dionísio, chamado, eu acho, de ditirâmbdio". Platão também observa na República que os ditirambos são o exemplo mais claro de poesia em que o poeta é o único orador.
No entanto, em A Apologia, Sócrates foi aos ditirambos com algumas de suas passagens mais elaboradas, perguntando seu significado, mas obteve uma resposta de: "Você vai acreditar em mim?" que "me mostrou em um instante que não por sabedoria os poetas escrevem poesia, mas por uma espécie de gênio e inspiração; São como adivinhos ou adivinhos que também dizem muitas coisas boas, mas não entendem o significado delas".
Plutarco contrastou o caráter selvagem e extático do ditirambo com o peão. De acordo com Aristóteles, o ditirambo foi a origem da tragédia ateniense. Um discurso ou peça de escrita extremamente entusiasmada ainda é ocasionalmente descrito como ditirâmico.

## História na Grécia antiga
Ditirâmbos foram cantados por coros em Delos, mas os fragmentos literários que sobreviveram são em grande parte atenienses. Em Atenas, os ditirambos eram cantados por um coro grego de até cinquenta homens ou meninos dançando em formação circular, que podem ou não estar vestidos como Sátiros, provavelmente acompanhados pelos aulos. Eles normalmente relatariam algum incidente na vida de Dionísio ou apenas celebrariam o vinho e a fertilidade.
Os gregos antigos estabeleceram os critérios do ditirambo da seguinte forma:
- Ritmo especial
- Acompanhamento aulos em modo frígio[12]
- Texto enriquecedor
- Conteúdo narrativo considerável
- Caráter originalmente antistrófico

Competições entre grupos, cantando e dançando ditirambos eram uma parte importante das festas de Dionísio, como a Dionísia e Lenaia. Cada tribo entraria em dois coros, um de homens e outro de meninos, cada um sob a liderança de um corifeu. Os nomes das equipes vencedoras das competições ditirâmbicas em Atenas foram registrados. Os choregos bem-sucedidos receberiam uma estátua que seria erguida – às suas custas – como monumento público para comemorar a vitória. No entanto, a maioria dos poetas permanece desconhecida.